# Арбітри чемпіонату світу з футболу 2014
У березні 2013 року ФІФА опублікувала список з 52 головних арбітрів з усіх шести конфедерацій, які отримали можливість поїхати на  чемпіонат світу 2014 року. 14 січня 2014 року ФІФА скоротила цей список до остаточних 25 арбітрів, які разом з двома своїми помічниками потрапили на чемпіонат світу. Всього арбітри представляють 31 різну країну.
| Конфедерація | Арбітр          | Асистенти                              |
| ------------ | --------------- | -------------------------------------- |
| АФК          | Равшан Ірматов  | Абдухамідулло Расулов Бахадир Кочкаров |
| АФК          | Юїті Нісімура   | Тору Сагара Тосіюкі Нагі               |
| АФК          | Наваф Шукралла  | Ясер Тулефат Ебрахім Салех             |
| АФК          | Бен Вільямс     | Метью Крім Хакан Аназ                  |
| КАФ          | Нумандьєз Дуе   | Сонгуйфоло Єо Жан-Клод Бірумушаху      |
| КАФ          | Бакарі Гассама  | Еваріст Менкуанде Фелісьян Кабанда     |
| КАФ          | Джамель Хаймуді | Абдельхальк Етшьялі Редуан Ашик        |
| КОНМЕБОЛ     | Нестор Пітана   | Ернан Майдана Хуан Пабло Белатті       |
| КОНМЕБОЛ     | Сандро Річчі    | Емерсон Де Карвалью Марсело Ван Гассе  |
| КОНМЕБОЛ     | Енріке Оссес    | Карлос Астроса Серхіо Роман            |
| КОНМЕБОЛ     | Вілмар Ролдан   | Умберто Клавіхо Едуардо Діас           |
| КОНМЕБОЛ     | Карлос Вера     | Крістіан Лескано Байрон Ромеро         |
| ОФК          | Пітер О'Лірі    | Ян-Хендрік Хінтц Марк Рул              |

| Конфедерація | Арбітр                   | Асистенти                                         |
| ------------ | ------------------------ | ------------------------------------------------- |
| КОНКАКАФ     | Хоель Агілар             | Вільям Торрес Хуан Сумба                          |
| КОНКАКАФ     | Марк Гейгер              | Марк Хард Джо Флетчер                             |
| КОНКАКАФ     | Марко Антоніо Родрігес   | Марвін Торрентера Маркос Кінтеро                  |
| УЄФА         | Фелікс Брих              | Марк Борш Стефан Люпп                             |
| УЄФА         | Джюнейт Чакир            | Бахаттін Дуран Тарік Онгун                        |
| УЄФА         | Йонас Ерікссон           | Матіас Класеніус Даніель Вернмарк                 |
| УЄФА         | Бйорн Кейперс            | Сандер ван Рукел Ервін Зейнстра                   |
| УЄФА         | Милорад Мажич            | Милован Ристич Далибор Джурджевич                 |
| УЄФА         | Педру Проенса            | Бертіну Міранда Тьягу Трігу                       |
| УЄФА         | Нікола Ріццолі           | Ренато Фаверані Андреа Стефані                    |
| УЄФА         | Карлос Веласко Карбальйо | Роберто Алонсо Фернандес Хуан Карлос Юсте Хіменес |
| УЄФА         | Говард Вебб              | Майк Малларкі Даррен Канн                         |